# Гленвил (Небраска)
Гленвил (енгл. Glenvil) град је у америчкој савезној држави Небраска.

## Демографија
По попису из 2010. године број становника је 310, што је 22 (-6,6%) становника мање него 2000. године.
| Група             | 2000.       | 2010.       |
| Белци             | 327 (98,5%) | 282 (91,0%) |
| Афроамериканци    | 0 (0,0%)    | 5 (1,6%)    |
| Азијати           | 5 (1,5%)    | 0 (0,0%)    |
| Хиспаноамериканци | 0 (0,0%)    | 14 (4,5%)   |
| Укупно            | 332         | 310         |